# Об'єктивне мистецтво
Об'єктивне мистецтво — це різновид мистецтва, джерелом натхнення якого є медитації. Вперше цей термін згадується у Ошо, потім його вводить до мистецького дискурсу Георгій Гурджиєв.
Іншими словами, об'єктивне — це висловлення внутрішнього змісту, а суб'єктивне — оформлення уяви та думок.
Інша версія: Об'єктивне мистецтво — відрізняється від сучасного виду мистецтва. Несе у собі дві цілі відкриття Істини про світ і про кожну людину одночасно заторкаючи у ній суто суб'єктивні риси. Таким мистецтво можна вважати мистецтво древнього світу. Сучасне мистецтво є суб'єктивним.

## Адепти об'єктивного мистецтва
- Реріх Микола Костянтинович
- Галина Москвітіна